# Paul Beresford
Pour les articles homonymes, voir Beresford.
Alexander Paul Beresford (né le 6 avril 1946) est un dentiste et homme politique anglo-néo-zélandais qui est député conservateur britannique pour Mole Valley dans le Surrey de 1997 à 2024. Il est élu pour la première fois en tant que député de Croydon Central aux élections générales de 1992.

## Jeunesse
Beresford est né en 1946 à Levin, en Nouvelle-Zélande, et fait ses études à l'école primaire de Richmond, au Waimea College de Richmond; et l'Université d'Otago à Dunedin, et est dentiste. Beresford possède la double nationalité britannique et néo-zélandaise.
Beresford est élu conseiller du conseil de l'arrondissement de Wandsworth en 1978 et en est le chef entre 1983 et 1992. Il est fait chevalier dans les honneurs du Nouvel An 1990 pour le service politique et public.
Il est investi le siège conservateur sûr de Croydon Central après la retraite de l'ancien ministre du Cabinet John Moore. Il est élu aux élections générales de 1992 et prononce son premier discours le 30 juin 1992. Il entre dans le gouvernement Major en 1994 en tant que sous-secrétaire d'État parlementaire au ministère de l'Environnement et y reste jusqu'à la défaite du gouvernement en 1997.
Lorsque le nombre de sièges à Croydon est réduit de quatre à trois avant les élections générales de 1997, il n'est pas sélectionné pour le siège de Croydon Central nouvellement dessiné et se présente pour le siège conservateur sûr de Mole Valley dans le Surrey, où Kenneth Baker prenait sa retraite, et il est élu aux élections de 1997. Croydon Central tombe aux mains des travaillistes.
Beresford, qui est un eurosceptique assumé, fait campagne pour rester dans l'UE lors du référendum de 2016, car il penseque c'est la meilleure option pour les générations futures.